# NGC 3230
NGC 3230 ist eine linsenförmige Galaxie vom Hubble-Typ S0 im Sternbild Löwe an der Ekliptik. Sie ist schätzungsweise 120 Millionen Lichtjahre von der Milchstraße entfernt.
Das Objekt wurde am 24. März 1830 von John Herschel entdeckt.